# Yawdanchi
Le yawdanchi est une langue amérindienne de la famille des langues yokuts parlée aux États-Unis, dans le Sud de la Californie.

## Classification
Le yawdanchi est proche du wikchamni, avec lequel il constitue le sous-groupe yokuts de tule-kaweah. Ces langues font partie du groupe nim-yokuts.

## Grammaire

### Numéraux
Les nombres de un à dix en yawdanchi sont les suivants :
yetʰ, pʰoŋoy, šoˑpʰin, hat’pʰaŋi, yɨtʰšiŋutʰ, č’utipʰi, nomčʰin, mun’oš, noˑnipʰ, ṭʰiyew.

## Vocabulaire
Quelques exemples de mots en yawdanchi.
| yawdanchi | traduction   |
| --------- | ------------ |
| tʰɨŋɨkʰ   | nez          |
| pʰikʰit   | tendon       |
| tʰatxaṭʰ  | langue       |
| pʰit      | route        |
| ṭʰipʰin   | ciel         |
| ʔopʰoto   | soleil       |
| ʔopʰti    | jour         |
| ʔupʰiš    | lune         |
| ʔaŋṭʰu    | chaman       |
| naʔatʰ    | sœur aînée   |
| noˑʔotʰ   | sœur cadette |
| t’əpɨkʰ   | castor       |
| ʔutʰuy    | pousser      |
| ʔeŋṭʰam   | dormir       |
| ʔəkʰa     | voir         |